# Marius Nygaard
Marius Nygaard (13. september 1838 i Bergen – 7. februar 1912 i Kristiania) var en norsk filolog, far til William Nygaard den ældre.
Nygaard blev student 1855,
filologisk Kandidat 1861, 1864 Adjunkt, 1876
Overlærer i Kristiansand, 1877 Rektor i
Fredrikshald, 1894—1910 Rektor i Drammen. N. har
navnlig beskæftiget sig med den
gammelnordiske Litteratur. Bl. hans Arbejder kan særlig
fremhæves en Række syntaktiske Afh. i
»Aarbøger for nord. Oldkyndighed« og »Arkiv for
nord. Filologi« samt i »Sproglig-historiske
Studier tilegnede Prof. C. R. Unger«, hvilke alle
vidner om en skarp Iagttagelse af den
prosaiske Sprogbrug og indeholder meget
værdifulde Materialsamlinger. De vigtigste Punkter
af den poetiske Sprogbrug er behandlede i hans
»Eddasprogets Syntax«, I og II (1865—67), som
endnu er den eneste sammenhængende
Fremstilling af Emnet, om den end nu maa siges at
være noget forældet. Helt up to date er
derimod den udførlige »Norrøn Syntax« (1906). En
grei og praktisk Lærebog er N.’s kortfattede
»Oldnorsk Grammatik til Skolebrug« (1871, 3.
Udg. 1883). Stor Udbredelse har ogsaa
»Oldnorsk Læsebog for Begyndere« (1872, 3. Udg.
1891) og »Udvalg af den norrøne Litteratur for
Latin- og Realgymnasier« (1875, 3. Udg. 1889)
vundet i SkoIerne. Endelig kan nævnes
»Kortfattet Fremstilling af det norske Landsmaals
Grammatik« (1867) og den af N. i Forening med
Johanssen og Schreiner udgivne »Latinske
Ordbog« (1887). N.’s Forfatterskab har saaledes i
fremtrædende Grad haft Skolen for Øje. Han
har ogsaa som fremragende Skolemand
deltaget i offentlig Diskussion om Gymnasiernes
Ordning og øvet en betydelig Indflydelse på denne.